# Илия Пеев
Илия Цветков Пеев (изписване до 1945 година: Илия Цвѣтковъ Пѣевъ) е български революционер, деец на Вътрешната македоно-одринска революционна организация.

## Биография
Илия Пеев е роден в 1878 година в костурското село Дреновени, тогава в Османската империя, днес в Гърция. В 1900 година влиза във ВМОРО. Участва в Илинденско-Преображенското въстание и се сражава на няколко места. Участва в сражението над Пожарско, в което загиват Манол Розов и Ставри Лясков.
През Балканската война се присъединява към Костурската съединена чета на Васил Чекаларов и Иван Попов.
След Първата световна война емигрира в Свободна България. Член е на Илинденската организация.
На 26 февруари 1943 година, като жител на Бургас, подава молба за българска народна пенсия, която е одобрена и пенсията е отпусната от Министерския съвет на Царство България.